# Bambecque
Bambecque – miejscowość i gmina we Francji, w regionie Hauts-de-France, w departamencie Nord.
Według danych na rok 1990 gminę zamieszkiwało 589 osób, a gęstość zaludnienia wynosiła 50 osób/km² (wśród 1549 gmin regionu Nord-Pas-de-Calais Bambecque plasuje się na 723. miejscu pod względem liczby ludności, natomiast pod względem powierzchni na miejscu 234.).